# Trust No One (DevilDriver)
Trust No One è il settimo album in studio del gruppo musicale statunitense DevilDriver, pubblicato nel 2016.

## Tracce
1. Testimony of Truth – 4:43
2. Bad Deeds – 3:46
3. My Night Sky – 4:28
4. This Deception – 3:47
5. Above It All – 3:22
6. Daybreak – 4:23
7. Trust No One – 4:38
8. Feeling Un-god-ly – 3:41
9. Retribution – 4:01
10. For What It's Worth – 4:31
11. House Divided (bonus track) – 4:56
12. Evil On Swift Wings (bonus track) – 4:17

## Formazione
- Dez Fafara - voce
- Michael Spreitzer - chitarra, basso
- Neal Tiemann - chitarra, basso
- Austin D'Amond - batteria